# Moose Jaw Standard
Moose Jaw Standard war eine kanadische Automarke.

## Markengeschichte
Eine Gruppe von Bürgern aus Moose Jaw schloss sich 1916 zusammen, engagierte einen Ingenieur, erwarb eine Fabrik und kaufte Teile aus den USA zur Produktion von 25 Automobilen. Es ist jedoch unklar, ob sie ein Unternehmen gründeten. Sie fertigten fünf Fahrzeuge. Danach verkauften sie die überflüssigen Teile, bezahlten den Ingenieur aus und gaben das Projekt auf. Eines der Fahrzeuge existiert noch.
Laut einer Quelle gab es keine Verbindung zu Canadian Standard Auto & Tractor aus derselben Stadt, die zwischen 1912 und 1914 Automobile mit Vierzylindermotoren herstellte.

## Fahrzeuge
Das einzige Modell war ein Luxusautomobil. Ein Sechszylindermotor von Continental trieb die Fahrzeuge an.